# Taiwan i olympiska sommarspelen 1976
Taiwan skickade en trupp till de olympiska sommarspelen 1976 i Montréal. Det var första gången Folkrepubliken Kina deltog med villkoret att Taiwan inte fick använda namnet Republiken Kina. Taiwan hade tidigare tävlat under namnet Republiken Kina men Internationella olympiska kommittén krävde att Taiwan skulle delta under neutral olympisk flagg och namnet Kinesiska Taipei, men de vägrade. Först deltog de inte i invigningen och därefter bojkottade de samtliga tävlingar.